# Юнион (тауншип, Миннесота)
Юнион (англ. Union) — тауншип в округе Хьюстон, Миннесота, США. На 2000 год его население составило 385 человек.

## География
По данным Бюро переписи населения США площадь тауншипа составляет 68,0 км², из которых 68,0 км² занимает суша, а 0,1 км² — вода (0,08 %).

## Демография
По данным переписи населения 2000 года здесь находились 385 человек, 134 домохозяйства и 105 семей.  Плотность населения —  5,7 чел./км².  На территории тауншипа расположено 140 построек со средней плотностью 2,1 построек на один квадратный километр. Расовый состав населения: 98,18 % белых, 1,30 % коренных американцев и 0,52 % c Тихоокеанских островов.
Из 134 домохозяйств в 41,8 % воспитывались дети до 18 лет, в 72,4 % проживали супружеские пары, в 5,2 % проживали незамужние женщины и в 20,9 % домохозяйств проживали несемейные люди. 17,9 % домохозяйств состояли из одного человека, при том 5,2 % из — одиноких пожилых людей старше 65 лет. Средний размер домохозяйства — 2,87, а семьи — 3,30 человека.
29,4 % населения — младше 18 лет, 7,8 % — в возрасте от 18 до 24 лет, 31,7 % — от 25 до 44, 21,6 % — от 45 до 64, и 9,6 % — старше 65 лет. Средний возраст — 35 лет. На каждые 100 женщин приходилось 108,1 мужчин.  На каждые 100 женщин старше 18 приходилось 110,9 мужчин.
Средний годовой доход домохозяйства составлял 51 250 долларов, а средний годовой доход семьи —  54 531 доллар. Средний доход мужчин —  34 063  доллара, в то время как у женщин — 22 115. Доход на душу населения составил 19 573 доллара. За чертой бедности находились 0,9 % семей и 0,7 % всего населения тауншипа, из которых 9,4 % старше 65 лет.